# اعتراضات ۱۴۰۰ افغانستان
اعتراضات ۱۴۰۰ افغانستان در ۱۷ اوت ۲۰۲۱ پس از سقوط کابل به دست گروه طالبان، توسط مردم افغانستان آغاز شد. این تظاهرات توسط دموکرات‌های اسلامی و فمینیستها برگزار شده‌است. هر دو گروه در برابر حقوق زنان تحت دولت طالبان، با توجه به قوانین تبعیض و زن‌ستیزی دست به اعتراض زده‌اند. این معترضان از طرف هیچ گروه سیاسی و کشور‌های خارجی حمایت نمی‌شوند. رویدادهای ضد تظاهراتی به نفع حکومت طالبان توسط زنان اسلام گرا نیز انجام شده‌اند .

## پیش‌زمینه
در طول هجوم طالبان زمانی که شورشیان طالبان بخش‌های بزرگی از خاک افغانستان را تصرف و به چندین ولایت حمله کردند، تعدادی از غیرنظامیان تظاهرات ضد طالبان را برای طرفداری دولت جمهوری اسلامی افغانستان را آغاز کردند. در ۲ اوت، تعداد زیادی از مردم در ولایت هرات به پشت بام خود رفته و تکبیر سردادند. روز بعد، تظاهرات مشابهی در مکان‌های دیگر گسترش یافت؛ ساکنان کابل در حالی که در خیابان‌ها پرچم افغانستان را تکان می‌دادند، شروع به فریاد تکبیر کردند. مدت کوتاهی پس از آن، طالبان یک بمب قدرتمند را در خانه وزیر دفاع انفجار دادند. تظاهرات در هرات الهام بخش تظاهرات در ولایت‌های ننگرهار، خوست، کنر و بامیان بود.
در ۱۵ اوت ۲۰۲۱، طالبان کابل را تسخیر کردند. این امر بسیاری از مردم را به وحشت انداخت و باعث تخلیه نظامی، کارکنان سفارت و غیر نظامیان از افغانستان شد.

## اعتراضات

### اوت

#### ۱۷ اوت
در ۱۷ اوت ۲۰۲۱، چند تظاهرات کوچک متشکل از زنان در کابل گزارش شد که خواستار حقوق برابر برای زنان بودند.

#### ۱۸ اوت
روز بعد چند تظاهرات بزرگتر در شهرهای پشتون-نشین شرقی گزارش شد. در ۱۸ اوت، طالبان بر روی تظاهرکنندگان در جلال‌آباد آتش گشودند و ۳ کشته و بیش از ۱۲ نفر زخمی شدند. طالبان وعده داده بود که در حکومت آنها بی رحمی نخواهد بود. شاهدان گفتند که ساکنان محلی سعی در نصب پرچم ملی افغانستان در یک چهارراه در جلال‌آباد داشتند که طالبان به سوی آنها آتش گشوده و آنها را به قتل رساندند. گزارش‌هایی دیگر حاکی از آن بود که مردم در تلاش برای نسب پرچم جمهوری اسلامی افغانستان در شهرهای شرقی خوست و اسدآباد بودند.

#### ۱۹ اوت (روز استقلال افغانستان)
روز بعد، ۱۹ اوت، روز استقلال افغانستان، تظاهرات به ولایت‌های دیگر گسترش یافت؛ تظاهرات‌های جداگانهٔ بزرگ در کابل، که در یکی از آنها بیش از ۲۰۰ نفر با زور توسط طالبان متفرق شدند. پسان‌تر برخی از رسانه‌ها گزارش دادند که تظاهرات در کابل به هزاران معترض افزایش یافته‌است. گزارش‌های متعددی از وجود داشت که نشان می‌داد پرچم طالبان پاره شده و توسط پرچم جمهوری اسلامی افغانستان جایگزین شده بود و معترضان پرچم دوم را به اهتزاز درآوردند. چند تن از معترضان در روز استقلال افغانستان در اسدآباد در حالی که پرچم سه‌رنگی افغانستان را حمل می‌کردند، از سوی طالبان مستقیماً به ضرب گلوله کشته شدند، که بعداً صدها نفر از مردم به این راهپیمایی پیوستند. در کابل صفوف اتومبیل و مردم پرچم سه رنگ طولانی افغانستان گزارش شد. در خوست طالبان با خشونت اعتراضات را متفرق کردند و اعلام حکومت نظامی ۲۴ ساعته کردند؛ در همین حال، در ننگرهار، ویدئویی یک معترض را در حال خونریزی با یک زخم گلوله نشان می‌داد که در حال انتقال بود. امرالله صالح معاون سابق رئیس‌جمهور و رئیس‌جمهور مدعی در ۱۹ اوت از معترضانی که «پرچم ملی را حمل می‌کنند و برای کرامت ملت می‌ایستند» حمایت کرد.

#### ۲۰ اوت
در ۲۰ اوت، زنان افغان نگرانی‌های خود را برای آینده و مشارکت زنان در دولت جدید در یک گردهمایی اعتراضی ابراز کردند. فریحه ایثار، فعال حقوق بشر، اظهار داشت: «ما حق تحصیل، حق کار و حق مشارکت سیاسی و اجتماعی خود را از دست نخواهیم داد.»

### سپتامبر

#### ۲ سپتامبر
در ۲ سپتامبر، ۲۴ زن در هرات با برگزاری اعتراض خیابانی، خواستار شمول زنان در دولت طالبان و بازگشت تمام زنان شاغل به کارشان شدند. یکی از پوسترها اظهار داشت: «آموزش، کار و امنیت — حقوق غیرقابل انکارمان است». برگزارکنندگان اعتراض گفتند که آنها برای تظاهرات زنان در سراسر افغانستان برنامه‌ریزی کرده‌اند. اعتراض مشابه زنان در کابل در سپتامبر ۳ صورت گرفت، که خواستار شمول زنان در دولت و حقوق زنان در تصمیم‌گیری فرآیندهای سیاسی شدند. معترضان همچنین خواستار دفاع از بهبود حقوق خود در دو دههٔ اول قرن بیست و یکم شدند. با توجه به ویدئویی در رسانه‌های اجتماعی آنلاین اعتراض‌های دیگر زنان در کابل در همان روز برگزار شد که توسط نیروهای طالبان مسدود شد.

#### ۴ سپتامبر
در تاریخ ۴ سپتامبر تظاهرات حقوق مدنی با حضور روزنامه‌نگاران، فعالان و زنان در کابل ادامه یافت. مسیر راهپیمایان در حالی که به سمت ارگ ریاست جمهوری روان بودند، توسط نیروهای امنیتی طالبان مسدود شد. طالبان وارد جمعیت شده و با شلیک سلاح در هوا و استفاده از گاز اشک‌آور علیه معترضان، مردم را متفرق کردند. طالبان با استفاده از ته تفنگ و اشیاء فلزی به معترضان حمله کردند. یک زن معترض پس از ضربه یک شیء فلزی به سرش از سوی طالبان بیهوش شد. او بعدها پنج بخیه برای درمان زخم دریافت کرد. طالبان همچنین شروع به دشنام‌گویی به معترضان کرد.

#### ۷ سپتامبر
در ۷ سپتامبر، ۲۰۰ نفر در مقابل سفارت پاکستان در کابل اعتراض کردند. شعارهای اعتراضی شامل «پاکستان، پاکستان، افغانستان را ترک کن» گزارش شد و معترضان خواستار «رهایی» شدند. نیروهای امنیتی طالبان با شلیک به هوا مردم را متفرق کرده و وحید احمدی، فیلمبردار طلوع‌نیوز را بازداشت کردند. در همان روز ۲۰۰ نفر در هرات اعتراض کردند. طالبان معترضان را با شلاق زده و با تیرهای هوایی جمعیت را متفرق کردند. دو یا سه زن در اعتراضات هرات کشته شدند.

#### ۸ سپتامبر
در ۸ سپتامبر، تظاهرات در کابل و فیض‌آباد صورت گرفت. تظاهرات توسط نیروهای امنیتی طالبان شکسته شد. در تظاهرات کابل، شعارها شامل «کابینهٔ بدون زنان یک شکست است» بود و زنان خواستار حقوق برابر و «زنان در دولت» شدند. شرکت‌کنندگان زن در اعتراض، توسط نیروهای امنیتی طالبان شلاق، تیزر، ضرب و شتم و شفاهی مورد آزار و اذیت قرار گرفتند. یک معترض زن گفت که او از طالبان نمی‌ترسد و همچنان در تظاهرات شرکت خواهد کرد و گفت: «بهتر است یک بار بمیرد تا به تدریج بمیرد». پنج روزنامه‌نگار «روزنامه اطلاعات روز» در جریان این اعتراض‌ها بازداشت شدند و دو نفر به دلیل صدمات در شفاخانه بستری شدند.

## واکنش طالبان
علیرغم وعده‌های اعتدال، نیروهای طالبان به روزنامه نگارانی که تظاهرات اوت را در جلال‌آباد و کابل پوشش می‌داند حمله کردند.
در ۱۹ اوت، طالبان از روحانیون مسلمان خواست تا به جماعت خود بگویند که در کشور باقی بمانند و با «پروپاگاندای منفی» مقابله کنند، همچنین از افغان‌ها خواست که به کار بازگردند. طالبان همچنین پیش از نماز جمعه از امامان خواست تا مردم را در برابر خروج از کشور متقاعد کنند. اقدامات اجباری فراوانی علیه معترضان فعال توسط طالبان انجام شده‌است، با این حال، تظاهرات به صورت قابل ملاحظه‌ای ادامه داده شده‌است.
طالبان واکنش خشنی نشان دادند و با ضرب شتم معترضان آن ها را بازداشت کردند.                                        
طالبان با شلیک تیر هوایی و ریختن آب و کف بر روی سر 
معترضان آن ها را سرکوب کردند

## اعتراضات همبستگی

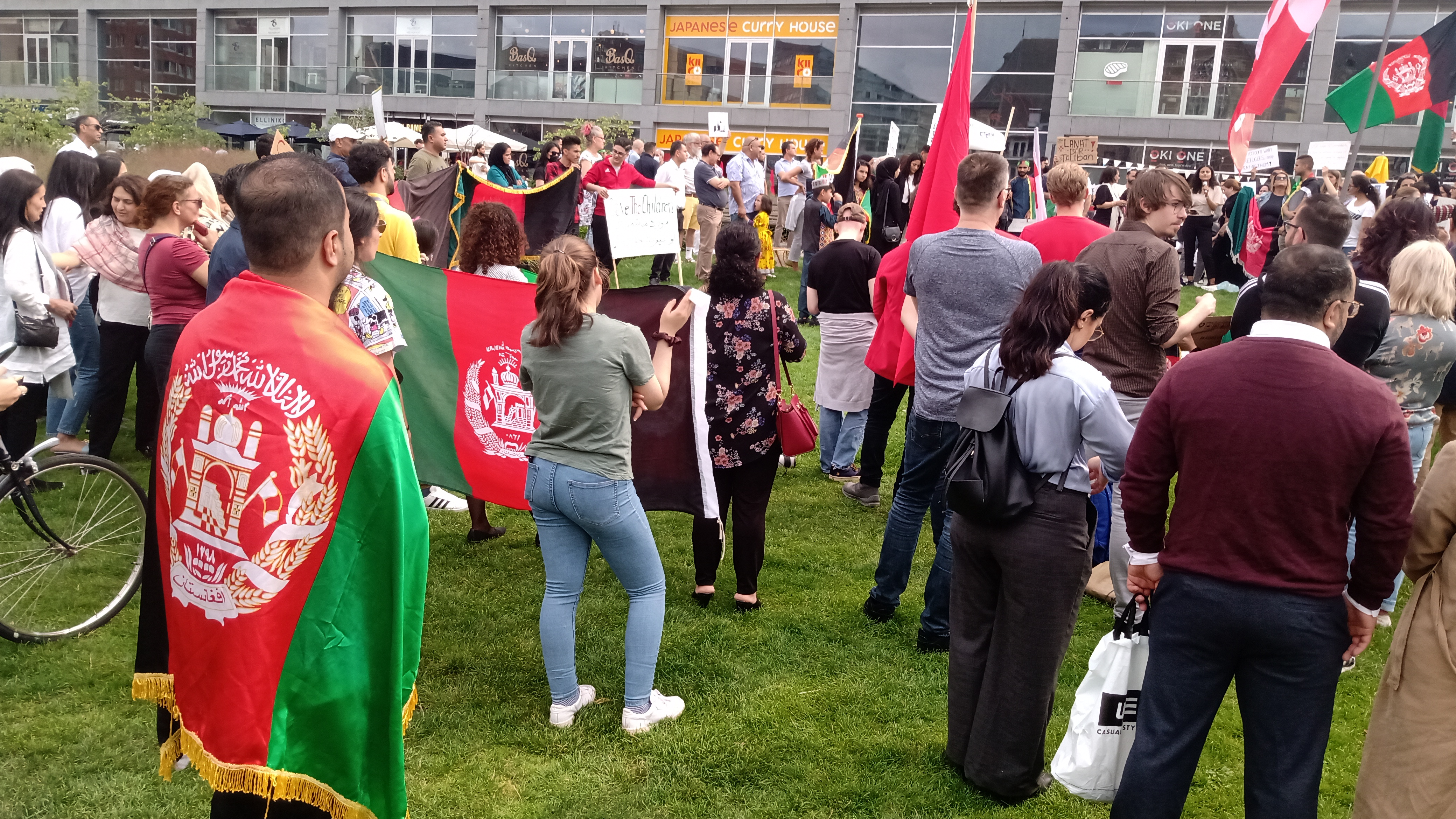
تجمع ضد طالبان در روتردام، ۲۱ اوت ۲۰۲۱

پس از تصمیم دولت فدرال کانادا برای پایان دادن به ماموریت تخلیه، افغان‌ها و کانادایی‌ها به خیابان‌ها رفتند تا حمایت خود را از کسانی که در افغانستان باقی‌مانده بودند را ابراز کنند.
در آتن صدها افغان روبروی سفارت ایالات متحده رفته و از جامعهٔ بین‌المللی درخواست صلح کردند.